# استو بدون
استو بدون (به انگلیسی: Stow Bedon) یک روستا و محله مدنی در بریتانیا است که در Breckland District واقع شده‌است. استو بدون ۱۳٫۶۸ کیلومتر مربع مساحت و ۲۹۰ نفر جمعیت دارد.